# James D. Cockcroft
James Donald Cockcroft, auch Jim, (geboren 26. Oktober 1935 in Albany, NY; gestorben 16. April 2019 in Montreal) war ein US-amerikanischer Soziologe und politischer Aktivist. 

## Leben
James Donald Cockcroft war ein Sohn des Ingenieurs Donald Griswald Cockcroft und der Elizabeth Lillian Powers, er hatte zwei Geschwister, sein Bruder schrieb unter Pseudonym Luke Rhinehart Belletristik. Er wuchs in Albany, NY auf, leistete seinen Wehrdienst an der Albany Military Academy und studierte danach Philosophie und Englisch an der Cornell University. Er graduierte zum B.A. und heiratete 1957 die aus Österreich geflohene Wandmalerin Eva Sperling (1936–1999), sie hatten drei Söhne, die Ehe wurde 1981 geschieden. Er war später mit der politischen Schriftstellerin Hedda Garza (1929–1995) verheiratet und nach deren Tod mit Susan Caldwell liiert, zu der er 1999 nach Montreal zog.
Cockcroft machte 1964 an der Stanford University einen M.A. mit der Magisterarbeit The Contradiction Between the Romantic and Biological Attitudes in John Steinbeck's Novels, 1929-1948 und wurde dort 1966 auch promoviert. Er gab 1977 mit John Weber und Eva Cockcroft eine Überblicksdarstellung zur Wandmalerei heraus. 
Cockcroft lehrte Politische Soziologie an verschiedenen US-amerikanischen Hochschulen als Dozent und Gastdozent und war eine Zeit Professor an der Rutgers University. Er veröffentlichte an die fünfzig Bücher und Schriften mit dem Schwerpunkt politische Fragen Lateinamerikas. Er schrieb auch in Spanisch für die in Mexico erscheinende Tageszeitung La Jornada. 
Cockcroft war seit seiner Studentenzeit politisch aktiv und engagierte sich in den 1968er Jahren bei der Young Socialist Alliance der trotzkistischen Socialist Workers Party. Er war Fellow des International Institute for Research and Education in Amsterdam. Er unterstützte nach 2001 die Proteste für die Freilassung der Cuban Five.

## Schriften (Auswahl)
- Intellectual Precursors of the Mexican Revolution, 1900–13. University of Texas Press, 1969
- James D. Cockcroft, André G. Frank, Dale L. Johnson: Dependence and underdevelopment : Latin America's political economy. Garden City, New York : Doubleday & Company, Inc., 1972
- Eva Cockcroft, John Weber, Jim Cockcroft: Toward a people's art : the contemporary mural movement. New York: Dutton, 1977
- Outlaws in the promised land : Mexican immigrant workers and America's future. New York : Grove Press, 1986
- Neighbors in turmoil : Latin America. New York: Harper & Row, 1989
- Mohammed Reza Pahlavi, Shah of Iran. New York: Chelsea House Publ., 1989
- Mexico: Class Formation, Capital Accumulation, & the State. Monthly Review Press 1992
- Latin America. Belmont, CA: Wadsworth, 1998
- Mexico’s Hope. NY: Monthly Review Press, 1999
- América  Latina y Estados Unidos: Historia y política país por país. Siglo XXI, Guatemala-Stadt, 2001
- Mexico's Revolution Then and Now. Monthly Review Press, 2010